# アンピュテクチャー
『アンピュテクチャー』（Amputechture）は、アメリカ合衆国のバンド、マーズ・ヴォルタが2006年に発表した3作目のスタジオ・アルバム。当初は2006年8月21日にリリースされる予定だったが、インターナショナル盤のリリースは9月11日に延期され、アメリカでは9月12日に発売された。日本では8月30日にユニバーサルミュージックから先行発売されている。

## 解説
本作のレコーディングは、2005年にシステム・オブ・ア・ダウンとの共演ツアーを行っていた頃から始まった。バンドと親交の深いジョン・フルシアンテが、本作ではほとんどの曲に参加した。
アルバム・タイトルの「Amputechture」は、元メンバーのジェレミー・マイケル・ワード（2003年死去）が考えた造語である。ジャケットはジェフ・ジョーダンの絵画『Big Mutant』を左右反転したもので、マーズ・ヴォルタはその後の作品でもジョーダンの絵をジャケットに使用した。
ボーカリストのセドリック・ビクスラー・ザヴァラは、本作収録曲について「主題は曲ごとに違うけど、全部の曲が奇妙な形で一つになっている。『マグノリア』で別々のキャラクターが最後には一つになるように、別々のエピソードが相関しているんだ」と語っている。収録曲「ヴィサラ・アイズ」は、オマー・ロドリゲス・ロペスとセドリック・ビクスラー・ザヴァラがアット・ザ・ドライヴインで活動していた頃に作られた曲で、この曲はプロモーション盤のシングルCDが存在する。
本作がリリースされる前にドラマーのジョン・セオドアがバンドを脱退し、8月から始まったアメリカ・ツアーでは、以前マーズ・ヴォルタのデモ音源に参加していたこともあるブレイク・フレミングがセオドアの代役を務めた。
アメリカのBillboard 200では9位に達し、バンドにとって2作目の全米トップ10アルバムとなった。

## 収録曲
1. ヴァイカリアス・アトーンメント - "Vicarious Atonement" - 7:19
2. テトラグラマトン - "Tetragrammaton" - 16:41
3. ヴァーミサイド - "Vermicide" - 4:16
4. メッカアンピュテクチャー - "Meccamputechture" - 11:03
5. 聖域マグダレーナ - "Asilos Magdalena" - 6:34
6. ヴィサラ・アイズ - "Viscera Eyes" - 9:23
7. バフォメットの日 - "Day of the Baphomets" - 11:57
8. 傷ついた雄鹿 - "El Ciervo Vulnerado" - 8:50

## 参加ミュージシャン
- オマー・ロドリゲス・ロペス - ギター、シンセサイザー
- セドリック・ビクスラー・ザヴァラ - ボーカル
- アイザイア・アイキー・オーウェンズ - キーボード
- ホアン・アルデレッテ - ベース
- ジョン・セオドア - ドラム
- マルセル・ロドリゲス・ロペス - パーカッション
- エイドリアン・テラサス・ゴンサレス - フルート、サックス、バスクラリネット
- パブロ・イノホス・ゴンサレス - サウンド・マニピュレーション
- ジョン・フルシアンテ - ギター
- サラ・クリスティーナ・グロス - サックス(#4)[3]